# Colonnade Cantonspark
De Colonnade in het Cantonspark is een rijksmonument in het Cantonspark te Baarn.
De colonnade of zuilengang werd in 1750 opgericht voor de in 1742 gestichte buitenplaats Oud-Roosenburgh in de Diemermeer in de gemeente Amsterdam. In verband met de eerste uitbreiding van de Amsterdamse Oosterbegraafplaats werd de colonnade geveild. Koper August Janssen liet het bouwwerk in 1915 verplaatsen naar zijn overtuin, het latere Cantonspark. De folly werd geplaatst aan het water, op een verhoging, en bood een fraai vergezicht over de Eem en de polders. 
De hardstenen colonnade staat op een achthoekige plattegrond en bestaat uit acht Ionische zuilen. Tussen de twee groepen van vier zuilen zijn balustrades met balusters geplaatst. De zuilen dragen een hoofdgestel met replica's van achttiende-eeuwse vazen, gemaakt in 1994. Op een ronde hardstenen plaat in het gemetselde fundament staat de tekst Verplaatst van Oud-Rozenburg in de Diemermeer naar Cantonspark Baarn 1915. Op twee andere medaillons staat het jaartal 1750.